# Judite Sousa
Judite Fernanda Jesus da Rocha Sousa ComM (Porto, Massarelos, 2 de dezembro de 1960) é uma jornalista, repórter e escritora portuguesa. Foi, até novembro de 2019, diretora-adjunta de Informação da TVI. 

## Biografia
Filha de Joaquim de Sousa, antigo militante da União dos Estudantes Comunistas, e de Fernanda Isabel da Rocha, Judite Sousa licenciou-se em História pela Faculdade de Letras da Universidade do Porto em 1987, e estreou-se no jornalismo aos 18 anos, como repórter da RTP.
Em 1981, foi trabalhar para a Rádio Macau. Nesta emissora chegou a entrevistar o então estudante José Rodrigues dos Santos, que viria a ser seu colega na RTP, anos mais tarde.
Regressada a Portugal, e depois de se tornar pivot do Jornal da Tarde, seria convidada para a redação de Lisboa, notabilizando-se na apresentação do Telejornal, função que exerceu durante cerca de duas décadas.
Sem deixar o trabalho de repórter, foi enviada da RTP para a cobertura de acontecimentos como o Genocídio do Ruanda, em 1994; a ofensiva da Sérvia na Guerra dos Balcãs, em 1995; a Declaração Conjunta Luso-Chinesa, em 1999; a crise que se sucedeu o 11 de Setembro, no Paquistão, em 2001.
Em 2000 foi nomeada diretora-adjunta de informação da RTP, sendo diretor José Rodrigues dos Santos. Ao mesmo tempo, passou a apresentar o Grande Informação, programa de análise política, com a presença de Mário Soares. Em 2002, após a remodelação de Almerindo Marques, saiu da direção de informação, mas manteve-se como uma das principais figuras da informação do canal, tendo a seu cargo o programa Grande Entrevista, ao qual se seguiu Notas Soltas de António Vitorino.
Em 2011, ao fim de mais de 30 anos de colaboração, deixa a RTP anunciando a sua ida para a TVI. Nomeada subdiretora de informação do canal ficou, para além desse cargo, responsável pela apresentação do Jornal das 8 às sextas, sábados e domingos, e neste último dia, pela moderação do comentário político do professor Marcelo Rebelo de Sousa, até à sua eleição como Presidente da República, em 2016. Também apresentou, à segunda-feira, na TVI24, o programa Olhos nos Olhos.
Também ao serviço da TVI fez a cobertura do Casamento de Guilherme de Gales e Catherine Middleton e do Casamento de Alberto II, príncipe do Mónaco e Charlene Wittstock; a cobertura dos incêndios da Madeira, em 2016,, e em Pedrógão Grande, em 2017; das eleições presidenciais de França em 2017.
A 6 de novembro de 2019, a jornalista e pivot rescindiu o contrato com a TVI, após oito anos "particularmente difíceis" (como referiu) no canal, com uma indemnização de cerca de um milhão de euros. Entre esse ano e 2021, escreveu uma coluna de opinião pessoal no jornal Sol.
Em 22 de novembro de 2021, Judite Sousa regressou à televisão, pela mão da CNN Portugal, onde apresentou o principal jornal da estação, o Jornal da CNN. No período em que esteve no canal, foi uma das repórteres destacadas para cobrir a Guerra na Ucrânia. Saiu da CNN Portugal em junho de 2022.
Em junho de 2024, foi anunciado que a jornalista colaborará, como comentadora, com o novo canal de informação da Medialivre, o News Now. 

### Condecorações e Prémios Individuais
A 8 de março de 2005 foi agraciada como comendadora da Ordem do Mérito, pelo Presidente da República Jorge Sampaio.
A 19 de abril de 2012 venceu o troféu de "Melhor Jornalista" na gala dos "Troféus TV 7 Dias".
A 11 de junho de 2017 foi eleita "Personalidade do Ano" na gala dos "Troféus da Televisão 2017".

### Vida pessoal
Judite Sousa teve um filho do seu primeiro casamento com José Pedro Braga Bessa, André de Sousa Bessa, que morreu a 29 de Junho de 2014 aos 29 anos, de morte cerebral causada por traumatismos múltiplos na sequência de um incidente numa piscina. Em homenagem, a jornalista escreveu o livro Os Nossos Príncipes, cujas verbas revertem para uma bolsa de estudo com nome do filho.
Foi casada com o advogado e político Fernando Seara, de quem se divorciou, em 2013..

## Polémica
Em junho de 2017, a jornalista foi alvo de críticas por fazer um direto para o Jornal das 8 ao lado de um cadáver em Pedrógão Grande, na sequência do incêndio em que 64 pessoas perderam a vida.

## Obras
- "Olá Mariana: o poder da pergunta" (2002);
- "A vida é um minuto: o poder e a imagem" (2009);
- "Olhos nos Olhos", com Henrique Medina Carreira (2012);
- "Álvaro, Eugénia e Ana" (2013);
- "Os Nossos Príncipes" (2014);
- "Segredos" (2015);
- "Pensar. Sentir. Viver.", com Diogo Telles Correia (2017);
- "Duas ou Três Coisas Sobre Mim" (2018);
- "Não Me Olhes com Esse Tom de Voz", com Maria do Céu Santo (2018);
- "Político Esfaqueado ou é Morto ou é Eleito" (2019);
- "Pedaços de Vida" (2023).

## Prémios
Troféus de Televisão TV 7 Dias/Impala
| Ano  | Prémio                            | Resultado |
| ---- | --------------------------------- | --------- |
| 2012 | Melhor Jornalista                 | Venceu    |
| 2017 | Informação - Personalidade do Ano | Venceu    |